# Верхня Бікберда
Верхня Бікберда́ (рос. Верхняя Бикберда, башк. Үрге Бикбирҙе) — присілок у складі Зіанчуринського району Башкортостану, Росія. Входить до складу Бікбауської сільської ради.
Населення — 191 особа (2010; 229 в 2002).
Національний склад:
- башкири — 100%